# دونكان أرشيبالد غراهام
دونكان أرشيبالد غراهام هو طبيب كندي، ولد في 8 يناير 1882، وتوفي في 18 فبراير 1974 في تورونتو في كندا.